# Lista över orienteringsklubbar i Finland

## A
- Akilles OK
- Angelniemen Ankkuri
- Anttolan Urheilijat

## D
- DELTA

## E
- Espoon Suunta

## H
- Hauhon Sisu
- Helsingin Suunnistajat
- Hiidenkiertäjät
- Hiisirasti
- Hyvinkään Rasti
- Hämeenlinnan Suunnistajat

## I
- IF Brahe
- IF Femman
- IF Sibbo-Vargarna
- Ikaalisten NV

## J
- Jalasjärven Jalas
- Joutsenon Kullervo
- Jämsän Retki-Veikot

## K
- Kalevan Rasti
- Kangasala SK
- Kemiön Kiilat
- Keravan Urheilijat
- KOO-VEE
- Korven Honka

## L
- Lappeen Riento
- Lapuan Virkiä
- LYNX

## M
- Maarian Mahti
- Malax IF
- MS Parma
- Mäntsälän Urheilijat

## O
- OK Botnia
- OK Orient
- OL-UT
- OK 77
- OK Raseborg
- OK Trian

## P
- Paimion Rasti
- Pellon Ponsi
- Pihkaniskat

## R
- Raja-Karjalan Suunnistajat
- Rajamäen Rykmentti
- Rasti E4
- Rasti-Kurikka
- RS Käyhkää

## S
- Siilin Rasti
- Sibbo-Vargarna
- SK Pohjantähti - Oulu

## T
- Tampereen Pyrintö
- Tio rättens män
- Turun Metsänkävijät
- Turun Suunnistajat

## V
- Vaajakosken Terä
- Valkeakosken Haka
- Vehkalahden Veikot
- Vetelin Urheilijat

## Y
- Ylistaron Kilpa-Veljet

## Ä
- Ähtärin Urheilijat